# Église Sainte-Anne de Gand
 (janvier 2009).
Si vous disposez d'ouvrages ou d'articles de référence ou si vous connaissez des sites web de qualité traitant du thème abordé ici, merci de compléter l'article en donnant les références utiles à sa vérifiabilité et en les liant à la section « Notes et références ».
Pour les articles homonymes, voir Église Sainte-Anne.
L'église Sainte-Anne (en néerlandais : Sint-Annakerk) est un édifice religieux catholique sis sur la place Sainte-Anne dans la ville de Gand, en Belgique. De style éclectique l'église fut construite de 1853 à 1862 comme église paroissiale pour les quartiers sud de la ville de Gand.

## Histoire
La forte augmentation de population des quartiers sud de Gand, consécutive à la mise en service, en 1837, de la ligne ferroviaire reliant Gand à Malines commandait la construction d’une nouvelle église, en remplacement de la chapelle Sainte-Anne. Louis Roelandt, alors architecte attitré de la municipalité gantoise, et auteur de nombreux ouvrages monumentaux reflétant le goût de la bourgeoisie industrielle montante (opéra, palais de justice etc.) se vit confier le soin de dessiner les plans de la nouvelle église Sainte-Anne. Les travaux commencèrent en 1853.
Cependant des contrariétés relativement aux fondations de l’édifice, jugées insuffisamment stables, et les interminables discussions qui s’ensuivirent, portèrent Roelandt à se désister du projet. Il fut remplacé par Jacques Van Hoecke. Les travaux reprirent sous sa direction, et l’église fut inaugurée et ouverte au culte en 1862. Le problème des fondations fit que l'on renonça à l'érection du clocher.
En 2023, le chaîne de supermarchés Delhaize devient propriétaire de l'église pour une période de 99 ans avec pour projet d'y installer un magasin de quartier, un bar à vin et un restaurant,. L'enseigne s'est engagée à restaurer l'édifice avant d'ouvrir ses commerces.

## Description
Il s’agit d’un ouvrage éclectique, où cependant dominent les éléments néo-romans pour les formes (arcs plein cintre), et néo-gothique pour les ornements (nervures, rosace, ajourages).
L’intérieur présente le même mélange de styles. Les fresques du peintre Théodore Canneel, d’allure byzantine, le dallage coloré, les luxuriants vitraux, les soubassements peints des murs, les voûtes bleu foncé parsemées d’étoiles, font de cet intérieur un ensemble bariolé.
L’église recèle quelques innovations dans le domaine de l’architecture religieuse. Ainsi, les arceaux des voûtes principales et les arêtes des fenêtres trilobées sont en fonte, et la toiture est sous-tendue par une charpente en acier de type Polonceau.